# Markleville (Indiana)
Markleville es un pueblo ubicado en el condado de Madison en el estado estadounidense de Indiana. En el Censo de 2010 tenía una población de 528 habitantes y una densidad poblacional de 362,1 personas por km².

## Geografía
Markleville se encuentra ubicado en las coordenadas 39°58′35″N 85°37′0″O / 39.97639, -85.61667. Según la Oficina del Censo de los Estados Unidos, Markleville tiene una superficie total de 1.46 km², de la cual 1.46 km² corresponden a tierra firme y (0%) 0 km² es agua.

## Demografía
Según el censo de 2010, había 528 personas residiendo en Markleville. La densidad de población era de 362,1 hab./km². De los 528 habitantes, Markleville estaba compuesto por el 97.92% blancos, el 0.19% eran afroamericanos, el 0% eran amerindios, el 0.19% eran asiáticos, el 0% eran isleños del Pacífico, el 0.57% eran de otras razas y el 1.14% pertenecían a dos o más razas. Del total de la población el 0.95% eran hispanos o latinos de cualquier raza.